# Mathilde Alberti
Pour les articles homonymes, voir Alberti.
Mathilde Alberti est une actrice française née le 17 avril 1886 à Marseille et morte le 12 mai 1977 à Brie-Comte-Robert.

## Filmographie
- 1924 : L'Aventurier de Maurice Mariaud et Louis Osmont
- 1926 : En plongée de Jacques Robert
- 1928 : Maldone de Jean Grémillon
- 1929 : Le Perroquet vert de Jean Milva
- 1930 : Méphisto d'Henri Debain et Georges Winter
- 1930 : Une femme a menti de Charles de Rochefort
- 1931 : La Capture de la sirène de Jaquelux (court métrage)
- 1932 : Allô mademoiselle de Maurice Champreux
- 1932 : Le Maître chez soi d'Edmond T. Gréville (court métrage)
- 1932 : On demande de jolies femmes de Jaquelux (court métrage)
- 1932 : Plaisirs défendus d'Alberto Cavalcanti (court métrage)
- 1933 : Professeur Cupidon de Robert Beaudoin et André Chemel
- 1933 : Tour de chant d'Alberto Cavalcanti (court métrage)
- 1934 : Un bœuf sur la langue de Christian-Jaque (court métrage)
- 1934 : Au pays du soleil de Robert Péguy
- 1934 : Les Époux scandaleux de Georges Lacombe
- 1936 : Si tu reviens de Jacques Daniel-Norman
- 1938 : Petite Peste de Jean de Limur
- 1938 : Remontons les Champs-Élysées de Sacha Guitry et Robert Bibal
- 1939 : L'Héritier des Mondésir d'Albert Valentin
- 1942 : Fièvres de Jean Delannoy
- 1942 : À vos ordres, Madame, de Jean Boyer
- 1942 : La Chèvre d'or de René Barberis
- 1942 : Simplet de Fernandel et Carlo Rim
- 1944 : L'Île d'amour de Maurice Cam
- 1948 : Si ça peut vous faire plaisir de Jacques Daniel-Norman